# Список дипломатических миссий в Федеративных Штатах Микронезии

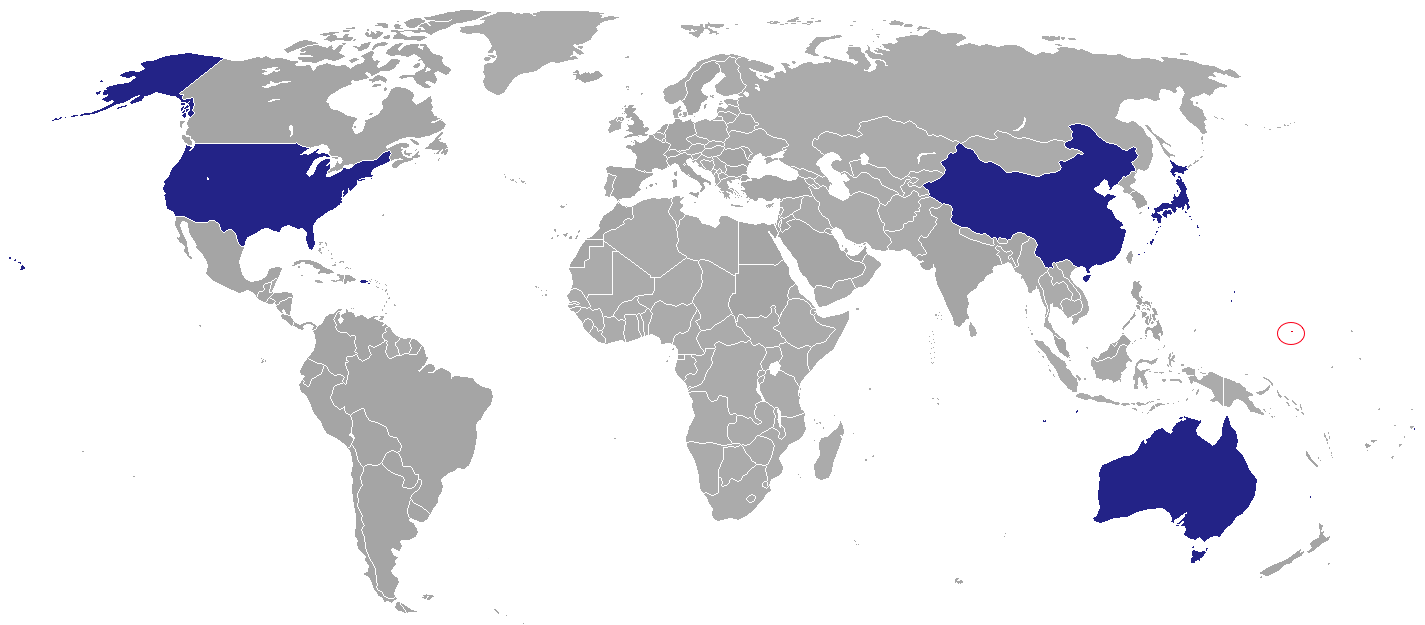
Дипломатические миссии в Федеративных Штатах Микронезии

Это список дипломатических представительств в Федеративных Штатах Микронезии. В настоящее время на острове Понпеи расположены посольства 4 государств. Одно из них (посольство Китая) находится в столице страны (Паликир), а три другие — в близлежащей Колонии (которая раньше была столицей и до сих пор является крупнейшим городом острова). Представительства других стран аккредитованы в других столицах, в основном в Маниле, Канберре и Токио.

## Посольства

### Паликир
- Китай[1]

### Колониа
- Австралия[2]
- Япония[3]
- США[4]

## Непостоянные посольства
Если не указан город, значит постоянное посольство находится в Маниле.
- Алжир (Канберра)
- Австрия (Канберра)
- Кот д’Ивуар (Токио)
- Канада (Канберра)
- Колумбия (Джакарта)
- Чехия
- Германия
- Дания (Сингапур)
- Египет (Токио)
- Франция
- Гана (Вашингтон)[5]
- Гвинея (Токио)
- Гвинея-Бисау (Пекин)
- Греция (Токио)
- Индонезия (Токио)
- Израиль (Канберра)
- Иордания (Токио)
- Республика Корея (Сува)
- Косово (Токио)
- Лаос (Токио)
- Мали (Токио)
- Малайзия (Сува)
- Мальдивы (Токио)
- Мексика
- Марокко
- Норвегия
- Новая Зеландия (Гонолулу)
- Португалия (Канберра)
- Папуа — Новая Гвинея (Веллингтон)
- Филиппины (Хагатна)
- Россия
- Саудовская Аравия (Токио)
- Сербия (Канберра)
- Сьерра-Леоне (Сеул)
- Испания
- Швейцария
- Таиланд
- Турция (Токио)
- ОАЭ (Токио)
- Великобритания (Сува)
- Вьетнам (Пекин)
- Венесуэла (Канберра)